# Malonazidurie
Malonazidurie oder Malonyl-CoA-Decarboxylase-Mangel ist eine autosomal-rezessive Stoffwechselstörung, die durch eine genetische Mutation verursacht wird, die die Aktivität der Malonyl-CoA-Decarboxylase stört. Dieses Enzym spaltet Malonyl-CoA (eine Fettsäurevorstufe und ein Fettsäureoxidationinhibitor) in Acetyl-CoA und Kohlendioxid auf.

## Anzeichen und Symptome
Die Anzeichen und Symptome dieser Störung treten typischerweise in der frühen Kindheit auf. Fast alle betroffenen Kinder weisen eine verzögerte Entwicklung auf.
Weitere Anzeichen und Symptome können sein:
- schwacher Muskeltonus (Muskelhypotonie)
- Krampfanfälle
- Durchfall
- Erbrechen
- niedriger Blutzucker (Hypoglykämie)
- Kardiomyopathie, eine Herzerkrankung, die den Herzmuskel schwächt und vergrößert, ist ein weiteres häufiges Merkmal

## Genetik

Malonazidurie wird autosomal rezessiv vererbt.

Die Malonazidurie wird durch Mutationen im MLYCD-Gen verursacht, das sich auf dem Chromosom 16q23.3 befindet.  Das Gen kodiert für das Enzym Malonyl-CoA-Decarboxylase. Innerhalb der Zellen hilft dieses Enzym die Bildung und den Abbau von Fettsäuren zu regulieren.
Viele Gewebe, darunter auch der Herzmuskel, nutzen Fettsäuren als Hauptenergiequelle. Mutationen im MLYCD-Gen reduzieren oder eliminieren die Funktionalität der Malonyl-CoA-Decarboxylase. Ein Mangel an diesem Enzym stört das normale Gleichgewicht von Fettsäurebildung und -abbau. Infolgedessen können die Fettsäuren nicht in Energie umgewandelt werden, was zu den charakteristischen Merkmalen dieser Erkrankung wie niedrigem Blutzucker und Kardiomyopathie führen kann. Nebenprodukte der Fettsäureverarbeitung reichern sich in den Geweben an, was ebenfalls zu den Anzeichen und Symptomen der Malonazidurie beiträgt.
Die Malonazidurie wird autosomal rezessiv vererbt. Das bedeutet, dass sich das defekte Gen auf einem Autosom befindet (Chromosom 16 ist ein Autosom) und dass zwei Kopien des defekten Gens – eine von jedem Elternteil – erforderlich sind, um mit der Störung geboren zu werden. Die Eltern eines Kindes mit einer autosomal rezessiven Störung tragen beide eine Kopie des defekten Gens, sind aber normalerweise nicht von der Störung betroffen.
Malonazidurie ist extrem selten, und es gibt Hinweise darauf, dass sie durch eine Anomalie in der Regulation der Proteintranskription verursacht wird. Betrachtet man die molekulare Basis, so stellt man fest, dass zwei verschiedene homozygote Mutationen beim Menschen Malonazidurie verursachen. Bei der ersten Mutation handelt es sich um eine Transversion des Gens von C nach G, die ein vorzeitiges Stoppsignal im Protein verursacht. Bei der zweiten Mutation handelt es sich um eine Basenpaar-Insertion in der reifen RNA, die schließlich zu einer Abschnürung des Proteins führt.
Eine Untersuchung hat auch bestätigt, dass die homozygote Mutation, die schließlich zur Malonazidurie führt, durch die Isodisomie der mütterlichen uniparentalen Disomie verursacht wird. Dies deutet darauf hin, dass diese Krankheit wahrscheinlich über das Genprofil der Mutter und nicht über die väterliche Quelle vererbt wird.

## Prävalenz
Nach Angaben von Orphanet (2006) liegt die Prävalenz bei weniger als 1 von 1.000.000.
1984 wurde die Malonazidurie zum ersten Mal in einer wissenschaftlichen Studie beschrieben.
Bis 1999 wurden in Australien nur sieben Fälle von Malonazidurie beim Menschen gemeldet; dieser Mangel tritt jedoch überwiegend im Kindesalter auf. Die Patienten der sieben gemeldeten Fälle von Malonazidurie liegen in einer Alterspanne von 4 Tagen bis 13 Jahren und weisen alle das gemeinsame Symptom einer verzögerten neurologischen Entwicklung auf.
Bis 2006 wurden weltweit 17 Fälle von Malonazidurie im Alter von 8 Tagen bis 12 Jahren in der Literatur veröffentlicht.
Bis 2017 waren weniger als 30 Fälle in der Literatur bekannt.

## Pathophysiologie
Malonyl-CoA-Decarboxylase wirkt als Katalysator bei der Umwandlung von Malonyl-CoA in Acetyl-CoA und CO2. Ohne die enzymatische Aktivität der Malonyl-CoA-Decarboxylase steigt das zelluläre Malonyl-CoA so stark an, dass es stattdessen von einer unspezifischen, kurzkettigen Acyl-CoA-Hydrolase abgebaut wird, wodurch Malonsäure und CoA entstehen. Malonsäure hemmt den Citratzyklus, was die Zellen daran hindert, ATP durch Oxidation herzustellen. In diesem Zustand sind die Zellen zur ATP-Herstellung gezwungen, die Glykolyse zu steigern, bei der Milchsäure als Nebenprodukt entsteht. Der Anstieg von Milchsäure und Malonsäure senkt den pH-Wert des Blutes drastisch und verursacht sowohl eine Laktat- als auch eine Malonazidurie (saurer Urin). Es wird auch vermutet, dass der Überschuss an mitochondrialem Malonyl-CoA den Methylmalonsäurespiegel erhöht, was auf eine hemmende Wirkung auf die Methylmalonyl-CoA-Mutase zurückzuführen ist.
Im Cytoplasma wirkt Malonyl-CoA als Hemmstoff des äußeren Mitochondrienmembranenzyms Carnitin-Palmitoyltransferase I (CPT1), infolgedessen die Fettsäureoxidation gehemmt wird. Die hemmende Wirkung von cytoplastischem Malonyl-CoA auf CPT1 ist unterschiedlich, so hemmt es in der Herz- und Skelettmuskulatur etwa 100-mal stärker als in der Leber.
Einige häufige Symptome der Malonazidurie, wie Kardiomyopathie und metabolische Azidose, werden durch die hohen Konzentrationen von Malonyl-CoA im Cytoplasma ausgelöst.
Obwohl die pathogenen Mechanismen dieses Mangels noch nicht genau bekannt sind, vermuten einige Forscher eine hirnspezifische Interaktion zwischen Malonyl-CoA und dem CTP1-Enzym, die zu den unerklärlichen Symptomen der Malonazidurie führen könnte.
Forschungen haben ergeben, dass große Mengen an Malonyl-CoA-Carboxylase im Hypothalamus und im Kortex des Gehirns abgelöst werden, wo auch große Mengen an lipogenen Enzymen zu finden sind, was darauf hindeutet, dass Malonyl-CoA-Decarboxylase eine Rolle bei der Lipidsynthese im Gehirn spielt. Eine gestörte Interaktion zwischen Malonyl-CoA und CPT1 könnte ebenfalls zu einer abnormalen Gehirnentwicklung beitragen.
Die Malonyl-CoA-Decarboxylase spielt eine wichtige Rolle bei den β-Oxidationsprozessen sowohl in den Mitochondrien als auch im Peroxisom. Einige andere Autoren haben auch die Hypothese aufgestellt, dass die durch den Malonyl-CoA-Carboxylase-Mangel verursachte Hemmung der peroxisomalen β-Oxidation zur Entwicklungsverzögerung beiträgt.

## Diagnose
Screening auf erhöhte organische Säuren, insbesondere Malonsäure und Methylmalonsäure, und auf hohes Malonylcarnitin. Die Diagnose kann dann durch Bestimmung der Enzymaktivität der Malonyl-CoA-Decarboxylase in kultivierten Hautfibroblasten bestätigt werden. Ein molekulargenetischer Test des MLYCD-Gens kann ebenfalls nützlich sein.

### Differentialdiagnose
Durch die Berechnung des Verhältnisses von Malonsäure zu Methylmalonsäure im Blutplasma lässt sich die Malonazidurie eindeutig von der kombinierten Malon- und Methylmalonazidurie (CMAMMA) und der klassischen Methylmalonazidämie unterscheiden. Letzteres gilt sowohl für Vitamin B12 ansprechende als auch für die Vitamin B12 nicht ansprechende Methylmalonazidämien. Bei Malonazidurie sind die Ergebnisse des Verhältnisses größer als 1, da der Malonsäurewert höher ist als der Methylmalonsäurewert. Bei CMAMMA hingegen ist das Ergebnis kleiner als 1, weil die Methylmalonsäure höher ist als die Malonsäure.

## Behandlung
Eine in den Niederlanden durchgeführte Untersuchung hat ergeben, dass Carnitingaben und eine fettarme Ernährung dazu beitragen können, den Malonsäurespiegel in unserem Körper zu senken.

## Anmerkung
Da bei der Malonazidurie sowohl die Malonsäure- als auch die Methylmalonsäurewerte erhöht sind, wurde sie früher auch als kombinierte Malon- und Methylmalonazidurie (CMAMMA) bezeichnet. Obwohl der ACSF3-Mangel erst später entdeckt wurde, hat sich mittlerweile der Begriff der kombinierten Malon- und Methylmalonazidurie in den medizinischen Datenbanken für den ACSF3-Mangel durchgesetzt.